# Pachysentis canicola
Pachysentis canicola är en hakmaskart som beskrevs av Meyer 1931. Pachysentis canicola ingår i släktet Pachysentis och familjen Oligacanthorhynchidae. Inga underarter finns listade i Catalogue of Life.